# Agnara strzelecki
Agnara strzelecki là một loài chân đều trong họ Agnaridae. Loài này được Chilton miêu tả khoa học năm 1917.